# Forsteriet

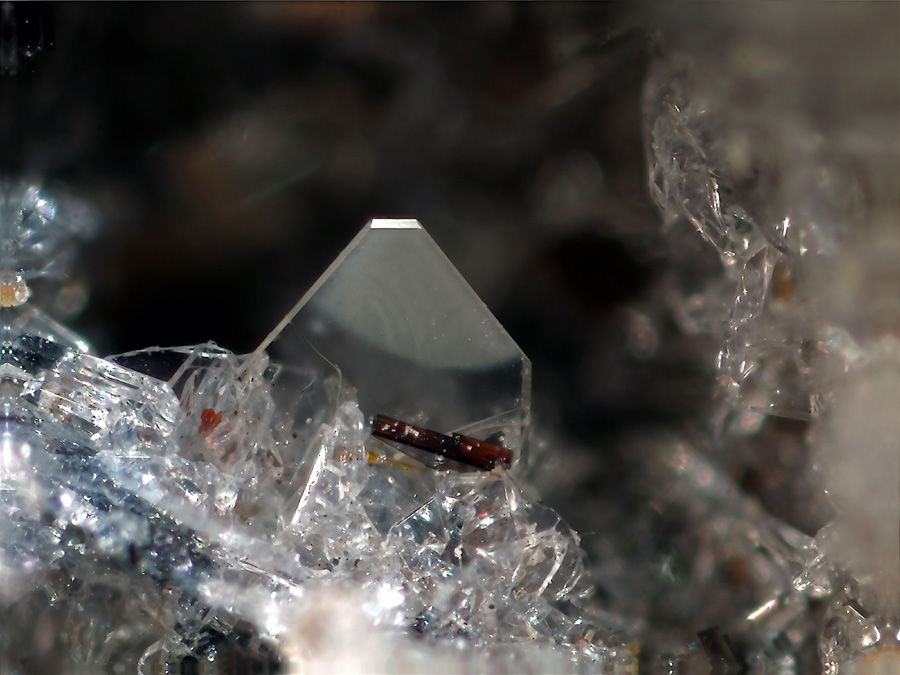
Forsteriet op tefroiet met hematiet

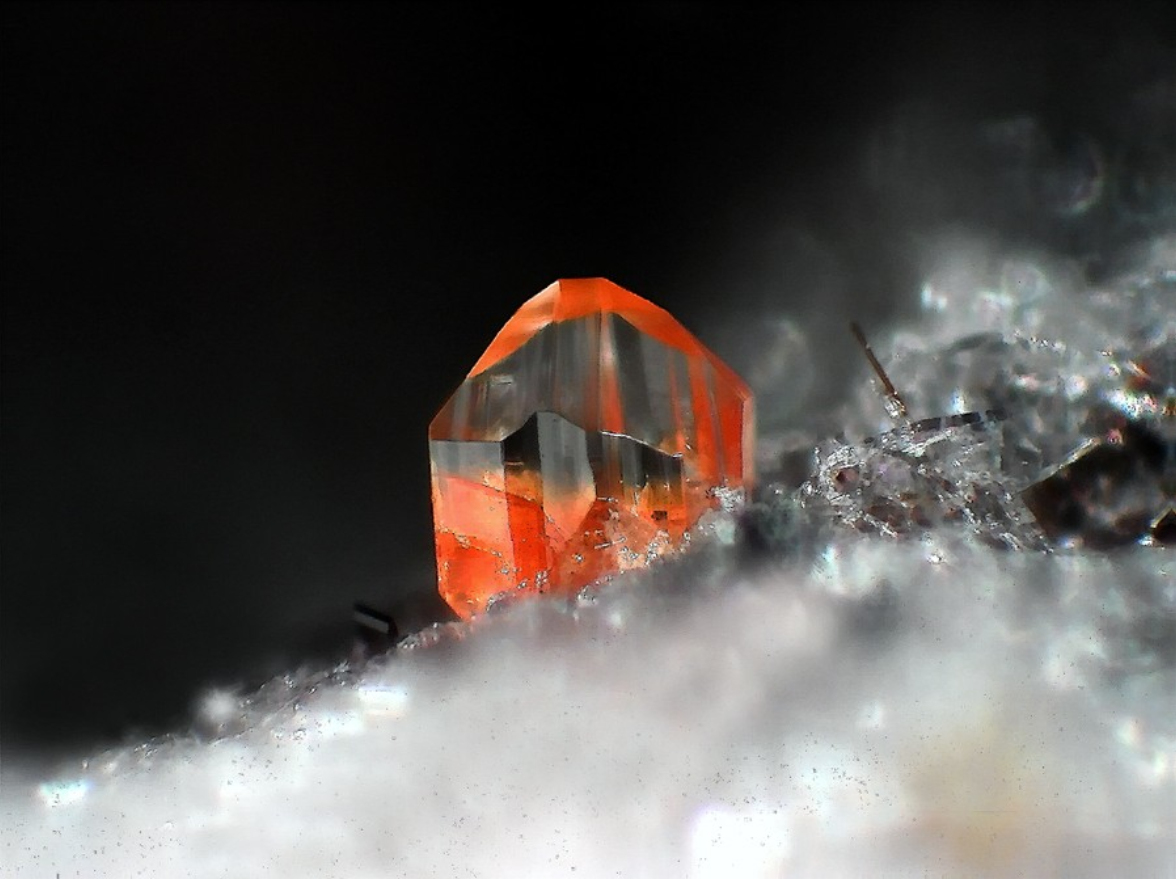
Oranje forsteriet met delen van tefroiet

Het mineraal forsteriet is een magnesium-silicaat, een nesosilicaat in verbinding met magnesium met de verhoudingsformule Mg2SiO4. Het is een olivijn en een nesosilicaat. Het is naar de onderzoeker Jacob Forster uit Duitsland genoemd. Het is doorzichtig, heeft geen duidelijke kleur of is wit, groen, geel of geelgroen, het heeft een glasglans en een witte streepkleur. Het heeft een orthorombisch kristalstelsel en de splijting is goed volgens het kristalvlak [001] en onduidelijk volgens [010]. De massadichtheid is 3,27 kg/l, de hardheid is 6 tot 7 en het is niet radioactief. Forsteriet is het olivijn (Mg, Fe)SiO4 waar magnesium in voorkomt, fayaliet het olivijn met ijzer. Forsteriet komt vooral in stollingsgesteenten voor met weinig siliciumdioxide, die mafisch zijn. De typelocatie is de Monte Somma vlak bij de Vesuvius in Italië.

## Lijsten
- Lijst van mineralen
- Lijst van naar een persoon genoemde mineralen